# استابینز فیرث
استابینز فیرث انگلیسی: Stubbins Ffirth؛ ۱۸۲۰–۱۷۸۴) یک پزشک کارآموز آمریکایی بود که به خاطر تحقیقات غیر معمولش بر روی علت تب زرد مورد توجه قرار گرفته‌است. او نظریه ای مطرح کرد که در آن گفته بود که بیماری تب زرد مسری نیست. او باور داشت که افت شمار بیماران در طول زمستان نشان می‌دهد که احتمالاً این بیماری ناشی از گرما و فشارهای ماه‌های تابستان است. اگر چه این نکته که تب زرد در تابستان شیوع بیشتری دارد درست بود اما توضیح فیرث در ای باره اشتباه بود. حدود شش دهه پس از مرگ فیرث، دانشمند کوبایی، کارلوس فینلای پشه‌های حامل این بیماری که حامل بیماری تب زرد بودند را کشف کرد.

## آثار
همه‌گیری بیماری تب زرد در سال ۱۷۹۳، بزرگترین شیوع این بیماری در تاریخ آمریکا است که باعث کشته شدن ۵۰۰۰ نفر در ایالت‌های فیلادلفیا و پنسیلوانیا شد. فیرث در سال ۱۸۰۱ برای تحصیل در رشته پزشکی به دانشگاه پنسیلوانیا وارد شد و در سال سوم پس از ورود به دانشگاه، تحقیقات خود را در مورد این بیماری آغاز کرد که تأثیر فراوانی در آن منطقه گذاشت. در آن زمان علل بیماری تب زرد ناشناخته بود و فیرث تصمیم گرفت تا ثابت کند که این بیماری مسری نبوده‌است. او آنقدر از نظریه خود اطمینان داشت که شروع به انجام آزمایش بر روی خود کرد.
فیرث تصمیم گرفت که بدن خود را مستقیماً با مایعات بدن افرادی که به تب زرد آلوده شده بودند، تماس مستقیم دهد. او در ابتدا با ایجاد برش بر روی بازوهایش و آلوده کردن آن زخم‌ها به استفراغ بیماران شروع به آزمایش بر روی خود کرد او سپس اقدام به ریختن مایعات بدن و استفراغ بیماران مبتلا به تب زرد بر روی ابروهای خود کرد. فیرث برای آلوده کردن خود به بیماری تب زرد، استفراغ بیماران را سرخ کرده و دود آن را استنشاق کرد و هنگامی که بیمار نشد به نوشیدن استفراغ متوسل شد. او به علت اینکه هنوز نتوانسته بود که خود را به بیماری تب زرد مبتلا کند این را اثبات فرضیه خود می‌دانست که تب زرد غیر مسری است. با این حال، بعداً مشخص شد که نمونه‌های مورد استفاده فیرث برای آزمایش‌های او، از بیماران در اواخر مرحله بیماری بوده که دیگر مسری نبودند.
فیرث یافته‌های خود را در پایان‌نامه ۱۸۰۴ خود، «رساله ای در مورد تب بدخیم» منتشر کرد. با تلاش برای اثبات طبیعت غیر مسری غیر بدخیم بیماری تب زرد.